# Lidoriki
Lidoriki (griechisch Λιδωρίκι) ist ein Ort in der mittelgriechischen Gemeinde Dorida, die am Nordufer des Golfs von Korinth liegt. Seit 2010 ist Lidoriki ein Gemeindebezirk und der Verwaltungssitz der neu geschaffenen Gemeinde Dorida, die aus der Verwaltungsreform 2010 hervorgegangen ist.

## Geschichte
Am 28. März fiel Lidoriki an die aufständischen Griechen innerhalb ihrer Revolution, als Dimos Skaltsas die Stadt eroberte.

## Lage
Der Gemeindebezirk Lidoriki erstreckt sich im Norden der Gemeinde Dorida am Korinthischen Golf über 409 km². Im Osten grenzt Lidoriki an den Gemeindebezirk Amfissa und im Südosten an den Gemeindebezirk Galaxidi der Gemeinde Delfi, im Süden an den Gemeindebezirk Tolofona sowie im Westen an Efpali. Zum Gebiet des Gemeindebezirks Lidoriki zählt der künstliche Stausee Mornos. Lidoriki liegt oberhalb des künstlichen Stausees Mornos, der durch den 1974 fertiggestellten Mornos-Damm gebildet wurde. Der Stausee liefert den größten Teil des in Athen verbrauchten Trinkwassers. Lidoriki ist außerdem über den mit 16,5 km Länge größten Tunnel Griechenlands mit Amfissa verbunden. Dabei handelt es sich nicht um einen Straßentunnel, sondern um ein Aquädukt für das Wasser aus dem Mornos-Stausee.

## Verwaltungsgliederung
Im Rahmen der Gebietsreform 1997 wurde aus dem Zusammenschluss von 17 Landgemeinden die Gemeinde Lidoriki gebildet. Diese ging gemäß der Verwaltungsreform 2010 in der neu gegründeten Gemeinde Dorida als einer von vier Gemeindebezirken auf.
Der Gemeindebezirk Lidoriki gliedert sich in folgende Ortsgemeinschaften: Amygdalia, Avoros, Dafnos, Diakopi, Doriko, Kallio (Kallio, Klima, Trividi), Karoutes, Koniakos, Lefkaditi, Lidoriki, Malandrino, Pentapoli (Pentapoli, Aigitio, Lefka, Palaiokastro, Skaloula), Perithiotissa, Stilia, Sotaina, Sykia und Vraila.

## Einwohner
| Jahr | Ortsgemeinschaft | Gemeindebezirk |
| ---- | ---------------- | -------------- |
| 1981 | 790              | -              |
| 1991 | 985              | 4403           |
| 2001 | 881              | 4225           |
| 2011 | 875              | 3388           |
| 2021 | 531              | 3072           |